# Silas Silvius Njiru
Silas Silvius Njiru (ur. 10 października 1928 w Kevote, zm. 28 kwietnia 2020 w Rivoli) – kenijski duchowny rzymskokatolicki, w latach 1976–2004 biskup Meru.

## Życiorys
Święcenia kapłańskie przyjął 17 grudnia 1955. 2 października 1975 został prekonizowany biskupem pomocniczym Meru ze stolicą tytularną Maturba. Sakrę biskupią otrzymał 1 stycznia 1976. 9 grudnia 1976 objął urząd ordynariusza. 18 marca 2004 przeszedł na emeryturę.
Zmarł na skutek COVID-19 w okresie światowej pandemii tej choroby.